# Distrito de Kusel
El distrito de Kusel es uno de los veinticuatro distritos del estado alemán de Renania-Palatinado. Está ubicado en la zona suroeste del estado, junto a la frontera con el estado de Sarre, con una población a finales de 2016 de 70 899 habitantes, una densidad poblacional de 120 hab/km² y una superficie de 573 km². Su capital es la ciudad de Kusel.